# Hebeloma psammophilum
Hebeloma psammophilum là một loài nấm ở Hymenogastraceae.